# Паметници и забележителности на Флоренция
Град Флоренция в Централна Италия е всеобщо призната като град на изкуството, с безценно наследство от архитектура, картини, скулптури, историческо и научно наследство, които формират тъканта на града като в пулсиращ широко разпрострял се музей.

## Религиозна архитектура

### Католически църкви
Катедрала „Санта Мария дел Фиоре“
Това е катедралата на Флоренция и петата по големина църква в Европа. Дълга е 153 метра, докато основата на известния купол на Брунелески е широка 90 метра, и се вижда от цялата равнина на Флоренция до Монтемурло. Изцяло покрита с полихромен мрамор, тя е катедралата на Архиепископията на Флоренция, както и съкровищница от скъпоценни произведения на изкуството, включително най-големият цикъл от стенописи в света, който изцяло покрива вътрешната стена на купола. Тя е забележителна с кулата на Джото и със своя невероятно смел за времето си купол, дело на Брунелески. Той е двойночерупчест осемстенен купол без подпорни колони. Години по-късно Микеланджело Буонароти използва същата конструкция, за да издигне още по-големия купол на базиликата „Свети Петър“ в Рим.
Баптистерий „Сан Джовани“
Обичан, между другото, от Данте и Микеланджело Буонароти, той е великолепно декориран както отвън, така и отвътре; украсен от най-добрите градски работници, той е известен преди всичко с мозайките на купола и с „Райските двери“ от Лоренцо Гиберти. Неговите три врати са украсени с бронзови релефи от Андреа Пизано и Лоренцо Гиберти. Мистериозният исторически произход на паметника и множеството събития, на които е бил театър, увеличават загадъчната му история.
Санта Мария Новела
Тя е една от най-важните манастирски църкви в града и стои на едноименния площад. Принадлежала е на доминиканските отци и пази безценни произведения на изкуството, като стенописи от Чимабуе, Мазачо, Доменико Гирландайо и Филипино Липи. Горната част на фасадата и порталът са шедьоври на хармонията и разума – дело на Леон Батиста Алберти. Строена е след 1278 г. Фасадата, облицована с черен и бял мрамор, е в типичния флорентински стил (арх. Алберти, 1456 – 1470).
Санта Кроче
Това е една от най-големите църкви, в която служат францисканците (на итал. Ordine dei frati minori), както и едно от най-големите постижения на готиката в Италия, но също и на ренесансовата архитектура с хармоничния параклис Паци от Брунелески. Вече сцена на известни погребения, през XIX век той се превръща в Храма на италианската слава като пантеон на великите италиански знаменитости като Микеланджело Буонароти, Галилео Галилей, Николо Макиавели, Луиджи Керубини, Джоакино Росини, Уго Фосколо, Гулиелмо Маркони, Енрико Ферми и много други.
Сан Лоренцо
От първите династични успехи до изчезването на рода, това е църквата на Медичите, които постоянно я украсяват с шедьоври от най-добрите флорентински архитекти, художници и скулптори (включително Филипо Брунелески, Донатело и Микеланджело Буонароти). Частта от Параклиса на принцовете съхранява погребенията на почти всички членове на семейството. Намира се близо до Галерия Уфици. Построена е от Медичите през XV век. Семейната им гробница е дело на Микеланджело (1521 – 1534) с едни от неговите най-прочути скулптури.
Санто Спирито
Разположена в квартал Олтрарно, базиликата е последната творба и най-пълният пример за логичната и рационална архитектура на Филипо Брунелески. Завършена след смъртта му, тя е поразителна с кристалната си хармония в комбинацията от открити пространства и пълни обеми, наводнени с естествена светлина. Вътре има, сред многото произведения на изкуството, разпятие – дело на Микеланджело.
Орсанмикеле
Солидна творба от XIV век, църквата има любопитна форма на паралелепипед на три етажа, поради факта, че в древността е била лоджия за продажба и съхранение на зърно. Станала църква на Флорентинските гилдии, в нейните четиринадесет външни ниши градските гилдии са се състезавали да ги украсяват със статуята на своя светец-покровител.
Сантисима Анунциата
Това е Марианското светилище във Флоренция, дом-майка на Сервитския орден. Църквата, много скъпа за флорентинците, е претъпкана с важни произведения на изкуството от XIV до XIX век и се намира на едноименния площад, който с лоджията пред главните сгради, гледаща към него, е сред първите примери за градско планиране в Европа.
Онисанти
Това е църквата на семейството на флорентинеца Америго Веспучи. Нейният хармоничен външен вид, с фасадата, доминираща над площада, с нейния бароков стил, смекчен по строгост, е резултат от трудно сливане на интервенции, извършени в продължение на повече от шест века. Важна е „Тайната вечеря“ на Доменико Гирландайо.
Санта Мария дел Кармине
Базиликата е известна в целия свят с абсолютния шедьовър на параклиса Бранкачи с фрески от Мазачо и Мазолино да Паникале, където за първи път се проявява ясно откъсване от късноготическата школа в живописта, с изцяло нов език: Ренесанс.
Санта Тринитà
Основана от бенедектинската Комгрегация на валомброзаните, това е първата готическа църква във Флоренция, с параклиса Строци – днес сакристия, проектиран от Лоренцо Гиберти и Филипо Брунелески. В аурата на тихата духовност, която все още предава днес, е лесно да бъдеш поразен от шедьовъра на Доменико Гирландайо – стенописите на Капела Сасети. Фасадата от XVI век е създадена от Бернардо Буонталенти – автор и на монументалния олтар, който по-късно е премахнат по време на реставрациите от XIX век.
Сан Марко и нейния манастир
Базиликата, реновирана за сметка на Медичите в съответствие с най-модерните стандарти за функционалност, е много важен център на доминиканската култура, с фигурите на Антонино Пиероци, Беато Анджелико (който стенописва манастира с изключително майсторство) и преди всичко Фра Джироламо Савонарола.
Бадия Фиорентина
Разположено в сърцето на древния град пред Националния музей Барджело, това е първото абатство в града. През вековете претърпява много трансформации, с работата на художници като Арнолфо ди Камбио, Джорджо Вазари, Брондзино, Джан Доменико Ферети. Тук, според това, което Данте Алигиери пише в Нов живот, той вижда Беатриче Портинари за първи път по време на литургия. По-късно Бокачо провежда известните четения на Божествената комедия в тази църква.
Санти Микеле е Гаетано
Намира се на пл. „Антинори“ в продължение на ул. „Де Торнабуони“, и е максимален израз на трезвия и елегантен флорентински барок, период от художествената история на града, често малко известен на широката публика, който се изразява тук във всички неговото тържествено спокойствие.
Сан Миниато ал Монте
Базиликата се намира на едно от най-високите места във Флоренция и със своите 800-годишна история е един от най-добрите примери за флорентински романски стил. В съседната сграда продължава вековната духовна традиция, оживявана от бенедиктинска общност.
Флорентински чертог
Поръчан от богатия Николо Ачаюоли през 1314 г., той стои сам на хълм близо до Галуцо, южно от града. Богат на произведения на изкуството, включително стенописи на Понтормо, той има такава рационална композиция на различните зали, че вдъхновява известния модерен архитект Льо Корбюзие в разработването на функционален жилищен модел.

### Православни църкви
Руска православна църква „Рождество Христово“
Разположена в квартал, формиран между 19 и 20 век, тя обобщава в своята екзотична форма архитектурните преживявания, извършени в Русия през втората половина на 19 век, характеризиращи се с приказен монтаж на различни елементи, към които много декоративни и колористични екстравагантности допринасят за интериора.

### Синагоги
Голям израелитски храм
Синагогата на Флоренция е построена през втората половина на XIX век и със своята архитектура, големите зелени куполи и екзотичната градина, която я заобикаля, напомня на далечна ориенталска атмосфера и също така помещава музей.
- Катедрала „Санта Мария дел Фиоре“
- Баптистерий на Св. Йоан
- Базилика „Санта Мария Новела“
- Базилика „Санта Кроче“
- Базилика „Сан Лоренцо“
- Базилика „Санто Спирито“
- Орсанмикеле
- Базилика „Сантисима Анунциата“
- Они Санти
- Базилика „Санта Мария дел Кармине“
- Базилика „Санта Тринитà“
- Базилика „Сан Марко“
- Манастир „Сан Марко“
- Бадия Фиорентина
- Санти Микеле е Гаетано
- Базилика „Сан Миниато ал Монте“
- Флорентински чертог
- Руска православна църква
- Синагога

### Монументални гробища
Гробище Треспиано
Отчасти монументално, то е едно от най-големите в Италия и в него има специална автобусна линия. Там са погребани братята Росели, Джузепе Поджи, Спартако Лаванини и Луиджи Далапикола.
Гробище „Свети двери“ (Чимитеро деле Понте Санте)
Издига се в рамките на стените около базиликата „Сан Миниато ал Монте“. Там са погребани Карло Колоди, Енрико Ковери, Васко Пратолини, Марио Чеки Гори, Джовани Спадолини, Феличе Льо Моние, Чиро Меноти.
Английско гробище (Чимитеро дели инглези)
Намира се на пиацале „Донатело“ покрай големите алеи на Чирконвалационе (околовръстни алеи). Построено е около 1827 г. и там са погребани, наред с други, Елизабет Барет Браунинг, Артър Хю Клъф, Джован Пиетро Вийо и Беатрис Шекспир.
Лаврово гробище (Чимитеро дели Алори)
Разположено в района Галуцо, в него са погребани Ориана Фалачи, Арнолд Бьоклин, Фредерик Стиберт и Леонардо Савиоли.
Базиликата Санта Кроче съхранява много гробници и кенотафи на велики фигури от италианската история като Микеланджело Буонароти, Николо Макиавели, Енрико Ферми, Галилео Галилей, Уго Фосколо, Гулиелмо Маркони, Луиджи Керубини, Леон Батиста Алберти, Виторио Алфиери, Джоакино Росини, Лоренцо Гиберти, Лоренцо Бартолини, Пиер Антонио Микели, Бартоломео Кристофори, Джовани Джентиле и много други.
- Треспасиано
- Порте Санте
- Английско гробище
- Алори (Лаврово гробище)
- Санта Кроче: Гробницата на Николо Макиавели
- Санта Кроче: Гробницата на Микеланджело. Бюстът е дело на Джорджо Вазари
- Санта Кроче: Кенотафът на Данте. Вижда се надписът tvsci – „tuski“ (етруск)
- Санта Кроче: Гробницата на Галилео Галилей

## Градска архитектура

### Дворци
Палацо Векио
Той се намира на Пиаца дела Синьория и е седалище на градската община, след като е бил седалище на италианския парламент, когато Флоренция е столица на Кралство Италия. В него политическата съдба на града се решава от Републиката до херцогството на Козимо I де Медичи, който го превръща в частна резиденция. Музеят на двореца пази произведения на Донатело, Аньоло Брондзино, Микеланджело Буонароти и Джорджо Вазари, наред с други. Палацо Векио (1298 – 1314) е построен в готически стил. В периода 1550 – 1565 г. е превърнат в сграда на правителството и официална резиденция на Медичите. Пред него стои копие на скулптурата „Давид“ на Микеланджело. Пред него е Лоджия дей Ланци (1376 – 1382). Това е едно от местата, където е сниман филмът „Ханибал“, в който Антъни Хопкинс се превъплъщава в гениалния изкуствовед и сериен убиец Ханибал Лектър.
Палацо Медичи Рикарди
Намира се в това, което поради своята ширина се е наричало ул. „Ларга“ – днешна ул. „Кавур“, и е седалище на провинция Флоренция. Той е седалището на Медичите до средата на XVI век. Шедьовър на градската ренесансова архитектура, той съхранява шедьовъра на Параклиса на влъхвите от Беноцо Гоцоли, пълен с портрети на Медичите и личностите на тяхното време. Проектът на фасадата му принадлежи на Микеланджело. Понастоящем е музей на изкуството.
Палацо Пити
Построен е през XVI век и е използван по времето на Савоя, по време на периода на Флоренция като столица на Италия. Свързан с Градина „Боболи“, през вековете той непрекъснато е обогатяван и разширяван, за да се превърне в един от най-важните художествени комплекси в града, приютяващ осем богати и важни музея: Палатинската галерия, Монументалните апартаменти, Музеят на среброто, Галерията на модерното изкуство, Галерията на костюмите, Музеят на историческите седани, Музеят на порцелана и Музеят на каретите.
Палацо Ручелай
Той е шедьовър на флорентинската архитектура от XVвек. Проектиран е от Леон Батиста Алберти, който прилага на практика своите теоретични постулати от De re aedificaria .
Палацо Строци
Намира се приблизително по средата на сегашната улица „Де Торнабуони“. Смята се за един от най-пълните примери на флорентинската градска архитектура от епохата на Ренесанса, със строгото си величие, придадено от значителните му размери и използването на наклонена рустика.
Палацо Даванцати
Разположена на улица „Порта Роса“ , той е рядък пример за къща от XIV век, внимателно реставрирана в началото на XX век от търговеца на антики Елия Волпи. Днес е обществен музей. Сред най-ценните помещения са дворът, където са били завързвани конете, и стаята с фрески на придворни сцени.
Палацо Антинори
Считан за един от най-красивите ренесансови дворци във Флоренция, той се намира на едноименната Пиаца Антинори, в единия край на улица „Де Торнабуони“. Има елегантен двор с портик в центъра и градината зад него. Вдъхновен е от Палацо Медичи-Рикарди, но има още по-лека и елегантна архитектурна форма.
Палацо Спини Ферони
Разположен в началото на улица „Де Торнабуони“, той представлява един от най-добрите примери за средновековна жилищна архитектура във Флоренция. В него се помещава музеят „Салваторе Ферагамо“, създаден, за да повиши осведомеността за ролята и международната дейност на флорентинския дизайнер от 1920-те г. до смъртта му през 1960 г.
Палацо Барджело
Разположен е на улица „Проконсоло“, много близо до комплекса „Сан Филипо Нери“ на площад „Сан Фиренце“ и Бадия Фиорентина. Строителството му започва през 1255 г. и продължава с модификации през следващите векове. В него се помещава важният Национален музей „Барджело“, който пази сред многото скулптури, вкл. Давид на Донатело.
- Палацо Векио
- Палацо Медичи-Рикарди
- Палацо Пити
- Палацо Ручелай
- Палацо Строци
- Палацо Даванцати
- Палацо Антинори
- Палацо Спини Ферони
- Палацо дел Барджело

### Вили на Медичите
Някои от историческите домове на Медичите са разположени по хълмовете и в провинцията около Флоренция. По-долу са вилите, разположени във Флоренция, някои от които са редовно отворени за обществеността, докато други са частна собственост.
- Вила на Медичите „Кареджи“, обект на ЮНЕСКО
- Вила на Медичите „Кастело“, обект на ЮНЕСКО
- Вила на Медичите „Ла Петрая“, обект на ЮНЕСКО
- Вила на Медичите в Поджо Империале, обект на ЮНЕСКО
- Вила на Медичите „Ла Куйете“
- Вила на Медичите „Ла Топая“, частна
- Вила на Медичите „Мариньоле“, частна

- Кареджи
- Кастело
- Ла Петрая
- Поджо Империале
- Ла Куиете
- Ла Топая
- Мариньоле

### Други вили
- Вила Гамберая
- Вила Бардини
- Вила Ла Куйете
- Вила Корсини
- Вила Ла Пиетра
- Вила Фавард
- Вила Фабрикоти
- Вила Ил Вентальо
- Вила Строци ал Боскето

- Вила Гамберая
- Вила Бардини
- Вила Ла Куйете
- Вила Корсини
- Вила Ла Пиетра
- Вила Фавард
- Вила Фабрикоти
- Вила Ил Вентальо
- Вила Строци ал Боскето

### Кули
Подобно на много средновековни италиански градове Флоренция също има множество кули. Въпреки че почти всички са засегнати от частични разрушения с намаляване на плановете ("scapitozzamento"), те носят яркия спомен за средновековния град, който между XII и XIV век е един от най-богатите центрове в Европа. Сред тях градските кули се открояват със своята височина, единствените, които някога са били снижени, като Кула „Кастаня“, Кула „Барджело“ и Кулата на Арнолфо в Палацо Векио. Сред кулите на частни семейства най-добре запазени са тези на семействата Амидеи, Буонделмонти, Донати и Манели.

Сред тези, които са били част от градските стени, са Кула „Сан Николò“, Кула „Серпе“ и Кула „Дзека“.
- Торе дела Кастаня
- Торе Волоняна (дел Барджело)
- Торе ди Арнолфо
- Торе дели Амидеи
- Торе дей Буонделмонти
- Торе дей Донати
- Торе дей Манели

### Исторически театри
Има много исторически театри във Флоренция, наред с театрите, построени в съвременната епоха.
Театър „Пергола“
Това е историческият театър на Флоренция и един от най-старите и най-богатите на история в цяла Италия. В този театър се развива жанрът на т. нар. мелодрама, от която се развива истинската опера. Има много важни премиери, от музиката на Луиджи Керубини или Кристоф Глук, през XIX век Макбет на Джузепе Верди, през XXвек Орфей и Евридика на Йозеф Хайдн.
Общински театър (Театро Комунале)
До 2011 г. е най-големият театър във Флоренция и дом на престижния Флорентински музикален май. Велики имена на класическата и оперна музика и международен балет, изпълнявали там, са Виторио Гуи, Бруно Валтер, Вилхелм Фуртвенглер, Димитри Митропулос, Зубин Мета, Херберт фон Караян, Рикардо Мути, Мария Калас, Пиетро Маскани, Рихард Щраус, Паул Хиндемит, Бела Барток, Игор Фьодорович Стравински, Луиджи Далапикола, Луиджи Ноно, Карлхайнц Щокхаузен, Лучано Берио и др. Сред режисьорите изпъкват Макс Райнхард, Густав Грюндгенс, Лукино Висконти, Франко Дзефирели, Лука Ронкони, Робърт Уилсън, Джорджо де Кирико и Оскар Кокошка. Той ще бъде изведен от експлоатация, когато Паркът за музика и култура бъде напълно отворен.
Парк на музиката и културата
Голям комплекс, завършен през декември 2012 г. в Парк „Кашине“, зад Гара „Леополда“. Това е най-големият център за музика и култура в целия метрополен район. В него се намират опера с 1800 места, концертна зала за 1100 зрители и открит амфитеатър с 2000 места. Опера, концерти и балет се провеждат в тази голяма сграда, която е и домакин на Музикалния флорентински май. Открит е частично на 21 декември 2011 г., като част от честванията по случай 150-годишнината от националното обединение.
Театър „Верди“
Разположен в блока между  улиците „Гибелина“, Верди, Лаватои и Изола деле Стинке, този театър предлага театрална програма, характеризираща се със светлинни шоута (ревю и лека комедия), в които участват важни артисти като Тото, Ванда Озирис, Ерминио Макарио и Валтер Киари.
Театър „Голдони“
Театърът е тържествено открит на 17 април 1817 г. с Il burbero benefico от Карло Голдони (от когото носи името си) и с балета „Лошо поддържаната дъщеря“ от Жан Добервал – известният френски танцьор и хореограф от 18 век. Той е домакин на произведения на Джоакино Росини, Габриеле Д'Анунцио, Мередит Монк, а днес се използва главно като театрално пространство, посветено на танца с представления на Общинския балет и други компании.
Театър „Николини“
Наричан още Teatro del Cocomero, той се намира на улица „Росколи“, на няколко крачки от Катедралата. Използван е от дон Лоренцо де Медичи, който през 1648 г. е сред основателите на Драматичната академия. Сред представленията, организирани в Николини, трябва да се припомнят тези на Ингмар Бергман, компанията „Ливинг тиатър“, Кармело Бене и Виторио Гасман.
Театър „Пучини“
Разположен на едноименния площад в края на тютюневата фабрика, той е открит през 1940 г. като място за отдих на работниците от самата фабрика. Оборудван с 634 места, той е специализиран в представянето на комични и сатирични представления с национално известни актьори.
- Театър „Пергола“
- Общински театър
- Парк на музиката и на културата
- Театър „Верди“
- Театър „Голдони“
- Театър „Николини“
- Театър „Пучини“

### Мостове
Понте Векио
Мостът е един от символите на град Флоренция в световен мащаб и пресича река Арно в най-тясната ѝ точка. Първото му строителство датира от римско време. а в сегашния си вид е от XVI век. Това е единственият мост във Флоренция, който не е взривен от германците по време на отстъплението през 1944 г. Пресечен от Коридора на Вазари, на него се намират стари бижутерски магазини.
Мост „Санта Тринитà“
Носи името си от църквата „Санта Тринита“. Той е един от най-красивите мостове в цяла Италия и сред най-елегантните в Европа.
Понте але Грацие
Трети мост, построен във Флоренция в зидария, той е построен през 1237 г. вече изцяло в камък, с девет арки (намалени до пет през XIX век), в най-широката точка на реката.
Мост „Карая“
Построен е от дърво през 1218 г. с името „Нов мост“; той е вторият построен след Понте Векио. Унищожен от наводнение, е построен отново от камък.
Мост „Сан Николо“
Първият мост, кръстен „Сан Фернандо“, е построен между 1836 и 1837 г. Това е мостът над Арно по-нагоре по течението от центъра на Флоренция.
Мост на победата
Той е първият мост надолу по течението на Арно извън историческия център на града. Води до площада на парка „Кашине“ и до алеите на Чирконвалационе на алея „Фратели Росели“.

На територията на Флоренция има общо четиринадесет моста над река Арно, включително мостът, построен в Кашине за трамвая, пешеходният мост „Изолото“, мостът на магистрала A1 и, близо до Ровецано мостът за високоскоростната ЖП линия. Списъкът с мостове се допълва от моста „Варлунго“, моста „Джовани да Верацано“, моста „Америго Веспучи“ и Понте дел Индиано – най-големият въжен мост в Италия.
- Понте Векио
- Понте Санта Тринитà
- Понте але Грацие
- Понте ала Карая
- Понте ,Сан Николò“
- Понте ала Витория
- Пасерела дел Изолото
- Понте ди Варлунго
- Понте „Америго Веспучи“
- Понте ал Индиано

### Площади
Пиаца дела Синьория
Това е централният площад на Флоренция, седалището на градската власт с Палацо Векио и сърцето на социалния живот на града. Това е единственият площад в света, който е домакин на изключителна поредица от скулптурни шедьоври, заредени с политически послания, които са били предназначени да вдъхновят управителите на града. Там откриваме множество произведения на изкуството, като статуите в Лоджия „Ланци“, конната статуя на Козимо I де Медичи, статуите, поставени пред Палацо Векио, като копието на Давид на Микеланджело, Нептун, Марцоко на Донатело, Херкулес и Как, и много други. Намира се до площада на галерия Уфици . „Фонтанът на Нептун“ е богато украсен със скулптури.
Катедрален площад (Пиаца дел Дуомо)
Това е един от най-известните монументални комплекси в Италия, с катедралата „Санта Мария дел Фиоре“ и купола на Брунелески, камбанарията на Джото и баптистерия „Сан Джовани“, както и прекрасните дворци и музеи, които го гледат, като Палацо Арчивесковиле, Музео дел Опера дел Дуомо, Лоджия дел Бигало, Палацо дей Каноничи и много други. Западната част, където се намира Баптистерият, носи името Пиаца Сан Джовани .
Площад на Републиката
Това е квадрат от XIX век с правоъгълна форма с размер приблизително 75 на 100 м. Представлява „всекидневната“ на града, с големите исторически кафенета и луксозните хотели, големите сгради с забележително архитектурно качество, които гледат към него, и търговската аркада; днес е за пешеходна употреба и представлява най-елегантния център на туристическо-търговската зона на града.
Пиаца „Санта Кроче“
Доминиран от едноименната базилика, тъй като е много голям и с правилна форма, през Ренесанса, както и в модерната епоха, той се превръща в идеалното място за рицарски надпревари, партита, шоута, оживени пазари по време на коледния период и популярни състезания, като Исторически флорентински футбол, който все още се провежда там всеки юни. Палацо дел Антела и Палацо Коки-Серистори гледат към него, както и многобройните магазини, продаващи занаятчийски кожени изделия. Пред базиликата има голяма статуя, посветена на съгражданина Данте Алигиери.
Пиаца „Сан Лоренцо“
Тпй е доминиран от едноименната базилика, докато големият купол на Параклиса на принцовете се откроява на заден план, вторият по големина в града след огромния Купол на Брунелески (най-големият строен някога), който също може да се види в панорамата на града от Пиаца Сан Лоренцо. Този площад е известен с оживения пазар, който се провежда там всеки ден, както и с Библиотека Лауренциана и статуята на Джовани дале Банде Нере. Чрез ул. „Де Гори“ площадът е свързан с Палацо Медичи-Рикарди през ул. „Кавур“.
Пиаца „Санта Мария Новела“
Доминиран от прекрасната фасада на едноименната църква, той е един от главните площади на Флоренция. Намира се пред Пиаца дела Стационе (Гаровия площад), до който може да се стигне от улица „Дели Авели“.
Пиаца дела Сантисима Анунциата
Това е един от най-красивите и стилово хармонични площади не само в града, но и в цяла Италия, може би първият европейски пример за градско планиране. С изглед към него са едноименната базилика, Болницата на невинните и Националният археологически музей.
Пиаца дела Либерта
Бележи най-северната точка на историческия център на Флоренция. Построен е през XIX век по време на работите за създаването на алеите на Чирконвалационе и към него гледат големи сгради с дълги портици, Партера и величествената Триумфална арка, разположена пред Порта Сан Гало .
Пиаца Бекария
Това е голям площад в града, който се намира на Алеите на Чирконвалационе. Построен, когато Флоренция е била столица на Италия, площадът е изграден от големи сгради в неокласически стил с кръгла форма, а в центъра е величествената Порта ала Кроче. Държавният архив също гледа към него.
Площад Санто Спирито
Това е един от най-типичните и оживени площади в квартал „Олтрарно“. Често дом на пазари и битпазари, той е пълен с ресторанти и нощни клубове, което го прави едно от любимите места за срещи на флорентинците.
Пиаца „Санта Тринита“
Доминиран от църквата „Санта Тринита“, той се намира в края близо до река Арно на улица „Де Торнабуони“. Освен базиликата към него гледат и Палацо Спини Ферони, сега дом на Модна къща „Ферагамо“ и на музея със същото име, Палацо Буонделмонти и Палацо Бартолини Салимбени, както и Колоната на справедливостта. Като продължение на ул. „Торнабуони“ площадът запазва своя елегантен и луксозен стил.
Пиацале Микеланджело
Представлява най-известната точка за наблюдение на градската панорама на Флоренция, възпроизведена в безброй пощенски картички и задължителна дестинация за туристите, посещаващи града. Той е домакин на различни демонстрации, концерти и събития като например MTV TRL.
Гаров площад (Пиаца дела Стационе)
Доминиран от гарата Санта Мария Новела, това е един от най-големите площади във Флоренция, над който се издигат големи сгради, включително Палацина Реале (Кралски дворец) и Палацо дели Афари отпред, както и голямата базилика „Санта Мария Новела“ отзад. С изграждането на новата трамвайна мрежа става задължителен пункт за преминаване на всички линии, пресичащи града.
Площад „Сан Марко“
Разположен в северната част на историческия център и заобиколен от елегантни сгради, той е доминиран от фасадата на църквата и манастира „Сан Марко“. Площадът се пресича с ул. „Кавур“, която го свързва с Катедралния площад в единия край и с Пиаца дела Либерта в другия чрез ул. „Чезаре Батисти“ е свързан с Пиаца „Сантисима Анунциата“. Централните офиси на Ректората на Флорентинския университет и Академията за изящни изкуства гледат към него.
Площад на италианското единство (Пиаца дел'Унитà италиана)
Много близо до Гаровия площад, с който споделя ролята на важен център за автобусните линии на града, площадът се отваря към северната страна на базиликата „Санта Мария Новела“, пред улиците „Дели Авели“ и „Панцани“. Към него гледат Палацо дей Черентани и гранд хотели, включително модерния хотел „Маджестик“.
Площад „Независимост“ (Пиаца дел Индипенденца)
Това е голям площад в историческия център на Флоренция. Сградите, които гледат към него, са свързани с периода между XIX и началото на XX век, типични в своята изцяло буржоазна елегантност.
Пиаца „Сан Фиренце“
Разположен точно зад Пиаца дела Синьория, той е доминиран от комплекса на Сан Филипо Нери, Палацо Гонди и Палацо Колумбия-Парламенто. В него се влива ул. „дел Проконсоло“, на която се намират Национален музей Барджело и Бадия Фиорентина, точно в края към Пиаца Сан Фирензе, ясно видим от гореспоменатия площад.
- Пиаца дела Синьория
- Пиаца дел Дуомо
- Пиаца дела Република
- Пиаца „Санта Кроче“
- Пиаца „Сан Лоренцо“
- Пиаца „Санта Мария Новела“
- Пиаца дела Сантисима Анунциата
- Пиаца дела Либертà
- Пиаца „Бекария“
- Пиаца „Санто Спирито“
- Пиаца „Санта Тринитà“
- Пиацале Микеланджело
- Пиаца дела Стационе
- Пиаца „Сан Марко“
- Пиаца дел Унитà италиана
- Пиаца „Сан Фиренце“

### Улици и алеи
Виа дей Калцаюоли
Това е най-централната и една от най-елегантните улици във Флоренция, постоянна дестинация за интензивен пешеходен трафик, по нейните страни има много от най-елегантните магазини в града. Успоредна на виа Рома и свързана с Пиаца дела Република чрез виа дели Специали, тази улица минава от пиаца „Сан Джовани“ до Пиаца дела Синьория.
Виа де Торнабуони
Това е луксозна улица в историческия център, която се характеризира с присъствието на най-добрите висши модни дизайнери и бутици за бижута, с множество исторически сгради, включително Палацо Строци. Върви от Пиаца Антинори до моста Санта Тринита, пресичайки Пиаца Санта Тринита. Заедно с виа дела Виня Нуова и виа дели Строци образува луксозен търговски район в центъра на Флоренция.
Виа Рома
Това е модерна улица в историческия център с чисто търговско предназначение, с множество магазини с изглед към нея, историческото Кафене „Джили“ и много дейности, разположени в елегантни сгради от XIX век. Тя се извива от Пиаца Сан Джовани, докато се слее с Пиаца дела Република
Виа Гибелина
Това е една от най-дългите улици в центъра на Флоренция и има различни паметници от двореца Барджело до двореца Боргезе, Бадия Фиорентина, театър Верди и Каза Буонароти. Улицата се вие от двореца Барджело до държавния архив на виали дела Чирконвалационе.
Виа Кавур
Това е една от главните улици в северната част на центъра на града и множество сгради гледат към нея, като Палацо Медичи-Рикарди, седалището на Провинция Флоренция, Библиотека Маручелиана и много други исторически сгради. Улицата позволява да се стигне до Пиаца „Сан Марко“ от пиаца „Сан Джовани“ и, продължавайки, до Пиаца дела Либертà.
Виа де Черетани
Това е широка улица в историческия център, която от Гаровия площад през виа Панцани води до Пиаца „Сан Джовани“. Многобройни търговски дейности и сгради с забележително архитектурно качество гледат към тази улица, като например Палацо Дел Бембо или църквата „Санта Мария Маджоре“.
Лунгарни
Те прорязват историческия център на две и гледат към множество интересни места като Коридора на Вазари и Уфици, парка Кашине, Централната национална библиотека, Понте але Грацие, църквата   „Сан Фредиано ин Честело“, Пиаца Демидов, както и отколкото към различните кули. Главните във Флоренция са Лунгарно дели Ачаюоли, Лунгарно Корсини, Лунгарно Диац, Лунгарно Ториджани, Лунгарно деле Грацие, Лунгарно дела Дзека Векия, Лунгарно Веспучи, Лунгардно Содерини, Лунгарно Гуичардини, Лунгарно Серистори и Лунгарно Бенвенуто Челини.
Виале дей Коли
Пресича хълмовете, които заобикалят централния квартал „Олтрарно“ и води до Пиацале Микеланджело, замислен като грандиозна панорамна тераса с изглед към Флоренция. Покрай алеята има градини с беседки и хижи, а в непосредствена близост до Пиацале Микеланджело има Розариум и Ирисова градина .
Околовръстни алеи (Виали ди Чирконвалационе)
Те са поредица от големи алеи (от четири до шест платна във всяка посока), които обграждат центъра на Флоренция на северния бряг на Арно, вдъхновени от булевардите на Париж, те са построени през периода, в който Флоренция е столица на Италия. Главните са Виале „Филипо Строци“, Виале „Спартако Лавинини“, Виале „Фратели Росели“, Виале „Джакомо Матеоти“ Виале „Антонио Грамши“, Виале „Джовани Амендола“ и Виале дела Джовине Италия.

### Паметни плочи на „Божествена комедия“
Във Флоренция по фасадите на някои сгради са поставени 34 паметни плочи на „Божествена комедия“. Цитатите на терцетите са взети от трите части на поемата: 9 от „Ад“, 5 от „Чистилище“ и 20 от „Рай“ и разглеждат основните събития в града и неговите знатни граждани. Паметните плочи очертават една наистина поетична пътека по стените. Общината на Флоренция възлага на известни учени-специалисти по Данте (сред които Изидоро дел Лунго) през 1900 г. да идентифицират в терцетите на Данте цитатите, насочени към града за топографски справки, и точно да идентифицират онези места, които са подходящи за позициониране на такива плочи. Проектът е завършен за седем години.
- Плоча върху Торе дела Дзека векия (Кулата на Стария монетен двор)
- Плоча на ул. „Оке“ (виа деле Оке)
- Плоча на Палацо Джанфиляци
- Плоча на ул, „Дел Корсо“

### Исторически кафенета
Флоренция има различни исторически дейности, като концерти в кафенета, особено в центъра, място за срещи на художници, писатели и хора на културата, включително футуристите, и в които се формират нови флорентински артистични движения, като това на Макиайолите.

В едно от тях – Кафене „Казони“ (Caffè Casoni), днешно Кафене „Джакоза Кавали“ (Caffè Giacosa Cavalli), е създаден едноименният коктейл „Негрони“ от граф Камило Негрони. Сред основните исторически кафенета на града са „Джили“ (Caffè Gilli), „Пашковски“ (Caffè Paszkowski) и „Ле Джубе Росе“ (Caffè Le Giubbe Rosse) на Пиаца дела Република, „Ривоар“ (Caffè Rivoir) на Пиаца дела Синьория“, „Гран Кафе Доне“ (Gran Caffè Doney) (затворено) и „Прокачи“ (Caffè Procacci) на улица „Де Торнабуони“, „Робильо“ (Caffè Robiglio) на ул. „Дей Серви“. 
- Кафене ,Джили“ (пл. на Републиката /ул. „Рома“)
- Кафене „Пашковски“ (пл. на Републиката / ул. „Дей Брунелески“
- Кафене „Ле Джубе Росе“ (пл. на Републиката 13-14/r)
- Кафене „Ривоар“ (пл. „Синьория“/ул. Вакереча)
- Бивше „Гран Кафене Доне“ (ул. „Торнабуони“)

## Военна архитектура

#### Стени, кули и порти
Стените на Флоренция са древният отбранителен кръг на града. Създадени със самия град, е имало шест различни маршрута, последният от които датира от средата на XVI век. На стените има и различни порти и кули.
Порта Романа
Това е най-южната порта от стените на Флоренция, разположена по пътя за Сиена и Рим (т.е. на Виа Касия).
Порта „Сан Фредиано“
Тя е част от стените на Флоренция и се намира в квартал „Олтрарно“, в най-западната зона, която носи името си от едноименното селище, построено по пътя за Пиза.
Порта „Сан Джорджо“
Тя е част от стените на Флоренция и се намира в квартал „Олтрарно“ между улица „Сан Леонардо“ и път Коста Сан Джорджо. Най-дългият съществуващ участък от градски стени започва оттук.
Порта „Сан Миниато“
Тя е част от градските стени на Флоренция и се намира в квартал „Олтрарно“, по-специално в района „Сан Николо“, между ул. „Сан Миниато“ и ул. „Монте але Крочи“. Името произлиза от факта, че оттук започва пътят за църквата „Сан Миниато ал Монте“.
Порта ала Кроче
Това е една от оцелелите монументални порти от стените на Флоренция от XIII век. Намира се на пиаца „Бекария“, един от трафик островите, създадени през XIX век с виали „Чирконвалационе“.
Порта „Сан Гало“
Това е част от стените на Флоренция и се намира на Пиаца дела Либертà, срещу Триумфалната арка.
Порта а Фаенца
Била е част от стените на Флоренция, построени с последния кръг от XIII век. Вратата се е намирала в края на това, което все още се нарича улица „Фаенца“ днес.
Порта ал Прато
Тя е част от стените на Флоренция и се намира в центъра на много оживен площад на градските околовръстни алеи, където се събират виале „Фратели Росели“, виа „Понте але Мосе“ „виале „Белфиоре“ и Ил Прато.
Порта „Сан Николò“
Тя е част от стените на Флоренция и се намира на пл. „Джузепе Поджи“ в квартал „Олтрарно“. Поради изолирания си, масивен и тънък външен вид днес тя прилича повече на кула (въпреки че в миналото всички порти на Флоренция са били такива), толкова много, че понякога се нарича Кула „Сан Николо“. От тук е започвал южният кръг.
Торе дела Дзека
Тя затваря стените на Флоренция към река Арно на изток, поради което може да се говори за "терминална кула". Днес е изолирана в средата на пътен възел на Виали ди Чирконвалационе в началото на едноименния Лунгарно дела Дзека Векия.
Торе дела Серпе
Била е част от маршрута от XIII и XIV век на Стените на Флоренция. Тази кула, която днес се намира на остров в оживените алеи на Чирконвалационе в средата на виале „Фратели Росели“, е имала охранителна функция и някога е била близо до вторичната порта.
Торино ди Санта Роза
Намира се близо до Порта Сан Фредиано. В нея са намира архитектурният паметник „Табернакъл на Св. Роза“.
- Порта Романа
- Порта Сан Фредиано
- Порта Сан Джорджо
- Порта Сан Миниато
- Порта ала Кроче
- Порта Сан Гало
- Порта а Фаенца
- Порта ал Прато
- Порта Сан Николò
- Порта дела Дзека Векия
- Торе дела Серпе
- Торино ди Санта Роза

### Крепости
Крепост да Басо (Фортеца да Басо)
заобиколена от алеите на Виали ди Чирконвалационе (Околовръстните алеи) и близо до голямата гара „Санта Мария Новела“, е най-голямото произведение на звездообразен форт с прилежащи крепостни градини, вмъкнати в стените на Флоренция от XIV век – днес място на множество конференции, срещи, концерти, дискотеки и национални и международни инициативи.
Форт „Белведере“
една от крепостите на града, както и известна панорамна точка и ценно архитектурно произведение. Разположена на най-високата точка на хълма Боболи, до нея може да се стигне от брега на Сан Джорджо, от ул. „Белведере“ или от ул. „Сан Леонардо“. - Фортеца да Басо
- Форт „Белведере“

## Природни зони
Градина „Боболи“
Със своите 45 хектара това е един от най-големите примери за историческа градина в Италия, свързана с Палацо Пити и Форт „Белведере“. Градината, която посреща над 800 000 посетители всяка година, е забележителна не само със своята историческа и ландшафтна стойност, но и с колекцията си от скулптури, вариращи от римски антики до такива от XVI и XVII век.
Градина „Бардини“
Тя се простира около едноименната вила, на южните хълмове на града, недалеч от Форт „Белведере“ и върховата зона на Градина „Боболи“. Голяма част от парка се вижда ясно от Пиацале Микеланджело. И паркът, и вилата са отворени за обществеността през юни 2007 г. след много дълъг проект за възстановяване, който връща целия комплекс към предишната му слава.
Парк „Кашине“
По-известен като Ле Кашине, със своите 160 хектара той е най-големият обществен парк във Флоренция. Започва от сегашния площад „Виторио Венето“ и достига под моста Понте ал Индиано, естествено ограничен от река Арно, потока Муньоне и канала Мачинанте. Много популярно спортно място, той разполага с многобройни спортни съоръжения, включително тенис кортове, футболни игрища, велодром, стрелбище, стрелба с лък, плувни басейни и две писти. В допълнение към клубовете и дискотеките там се намират паметникът на индийския принц Раджарам Чутрапути, бронзовата статуя на крал Виктор Емануил II на кон, Пирамидата на Кашине, амфитеатърът и Авиационната военна школа „Джулио Дюе“.
Розариум (Джардино деле Розе)
Това е прекрасен парк на виале „Джузепе Поджи“ в района „Олтрарно“, под Пиацале Микеланджело на запад.
Ирисова градина
Това е зелена зона на хълма от източната страна на Пиацале Микеланджело. Отворена е за посетители само през май, когато цъфтят ирисите на ежегодно организирания международен конкурс.
Джардино дей Семпличи
Това е част от Природонаучния музей на Флорентинския университет. Третата най-стара ботаническа градина в Италия, тя непрекъснато е домакин на редки и екзотични видове от основаването си през 1545 г.
Градинарска градина (Джардино дел Ортокултура)
Намира се в района на Понте Росо, в северната част на Флоренция. Тя е била домакин на национални изложби и престижни изложби. В допълнение към Лоджията „Бонди“ в градината има и голяма оранжерия от желязо и стъкло, която при построяването си е била уникална за Италия. От градината може да се стигне и до Зеленчуковата градина на Парнас, където се намира Джардино дей Семпличи.
Градина „Герардеска“
Това е най-голямата частна градина в историческия център на Флоренция и главният ѝ вход е на Пиацале Донатело. Пред нея е Палацо дела Герардеска.
Градина „Ториджани“
Това е голям парк във флорентинските стени, в отлично състояние на консервация. Представлява типичен пример за романтичния стил, характеризиращ градините в началото на XIX век. Вътре се намират пещерата на Мерлин, Gymnasium и малката кула .
Крепостни градини
Наричани още del Vascone, те са разположени на много централно място на града: от източната страна на Фортеца да Басо, между бастионите на крепостта и алеите на Чирконвалационе, от които виале „Филипо Строци“ ги заобикаля за голяма част. Те са проектирани от Джузепе Поджи като част от преустройството на Флоренция, когато тя става столица на Италия.

Други интересни природни зони са градината на Палацо Медичи Рикарди, градината на Вила дела Петрая и градината на Вила ди Кастело.
- Градина „Боболи“
- Градина „Боболи“: Пещера на Буонталенти
- Градина „Боболи“: Обелиск
- Градина „Боболи“: Островче Андромеда
- Градина „Боболи“: Кафехаус
- Градина „Бардини“
- Градина „Бардини“: статуи
- Градина „Бардини“: фонтан
- Парк „Кашине“: Анфитеатър
- Парк „Кашине“: Пирамида
- Парк „Кашине“: Статуя на Виктор Емануил IIа
- Парк „Кашине“: Паметник на принц Раджарам Чутрапути
- Градина на розите
- Ирисова градина
- Ирисова градина
- Джарджино дей Семпличи
- Джардино дел Ортокултура)
- Градина „Герардеска“
- Градина „Ториджани“
- Джардини дела Фортеца
- Градина на Палат „Медичи Рикарди“
- Градини на Вила „Ла Петрая“
- Градина на Вила ди Кастело